# Klippeneck
Das Klippeneck ist ein 980 m ü. NHN hoher Berg am westlichen Rande der Schwäbischen Alb im Landkreis Tuttlingen in Baden-Württemberg.

## Geographie und Klima
Das Klippeneck liegt zwischen dem Hummelsberg (1002 m ü. NHN) und dem Hüttenbühl (985 m ü. NHN) – ist also nur ein leicht erhöhter Geländepunkt am Albtrauf. Es liegt auf dem Heuberg, einer Hochebene der Schwäbischen Alb zwischen Balingen und Tuttlingen, auf der Gemarkung Denkingen. Der Heuberg bricht im Westen kilometerlang steil zur Baarhochebene ab. Durch den bei Südostwind über dem Albtrauf auftretenden Föhneffekt (sogenannter Albföhn) wird das Segelfliegen am Klippeneck deutlich begünstigt.
Am Klippeneck werden 844 mm Jahresniederschlag gemessen – hier ist noch der Regenschatten des Schwarzwaldes zu spüren.

## Name
Die Hochebene, die am Rande der Schwäbischen Alb zwischen den Städten Tuttlingen und Rottweil auf der Gemarkung Denkingen liegt, fällt nach Westen hin steil ins Tal ab. Dies hat dem Klippeneck eine kilometerlange, immer wieder auch abbrechende Hangkante beschert und ihm damit seinen Namen gegeben. Eine Klippe ist eine durch Erosion entstandene, relativ steil aus ihrer Umgebung aufragende Felsformation, die am Klippeneck aus Kalkstein besteht.

## Segelfluggelände

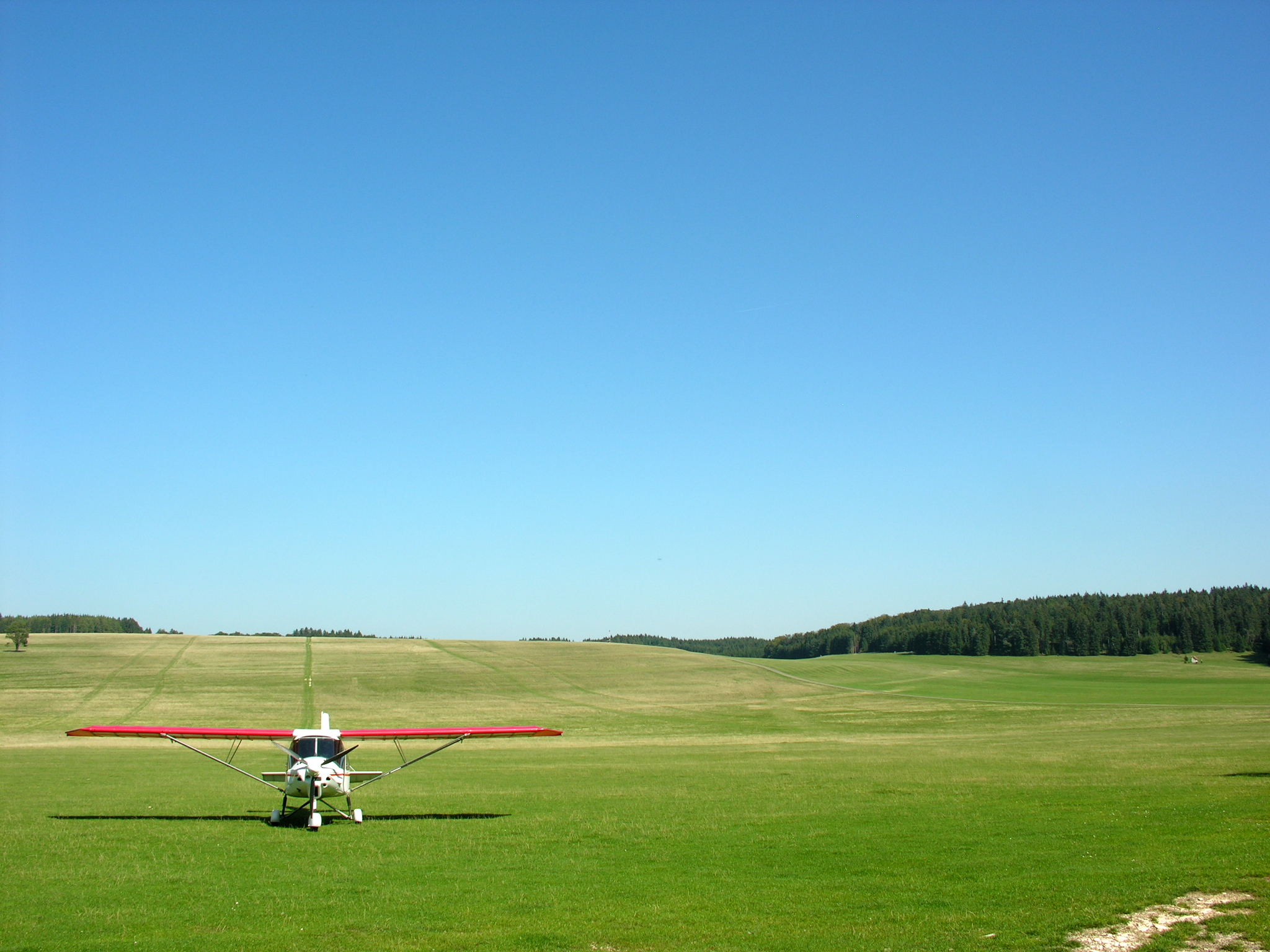
Fluggelände Klippeneck

Auf dem Klippeneck befindet sich das Segelfluggelände Klippeneck, Deutschlands höchstgelegenes Segelfluggelände. Dort sind sechs Segelflugvereine beheimatet, die sich in der Arbeitsgemeinschaft der Fliegergruppen auf dem Klippeneck e. V. zusammengeschlossen haben. Die Vereine tragen neben der Organisation des Flugbetriebs den jährlichen Klippeneck-Segelflug-Wettbewerb, das Klippeneck-Flugplatzfest und den Erlebnistag Segelfliegen aus.
Am Rande des Fluggeländes befindet sich ein Restaurant und die Jugend- und Weiterbildungsstätte Klippeneck des Baden-Württembergischen Luftfahrtverbandes.
Die Amateurfunker am Klippeneck unterhalten vor Ort einen Amateurfunkstandort mit Antennenanlage und den Webcams, die nicht nur bei Fliegern sehr geschätzt sind.
Da das Klippeneck seit 1932 ein Segelfluggelände ist und bis auf die Schafhaltung keiner weiteren landwirtschaftlichen Nutzung unterliegt, finden viele seltene und schützenswerte Pflanzen und Tiere dort einen idealen Lebensraum.

## Wetterstation

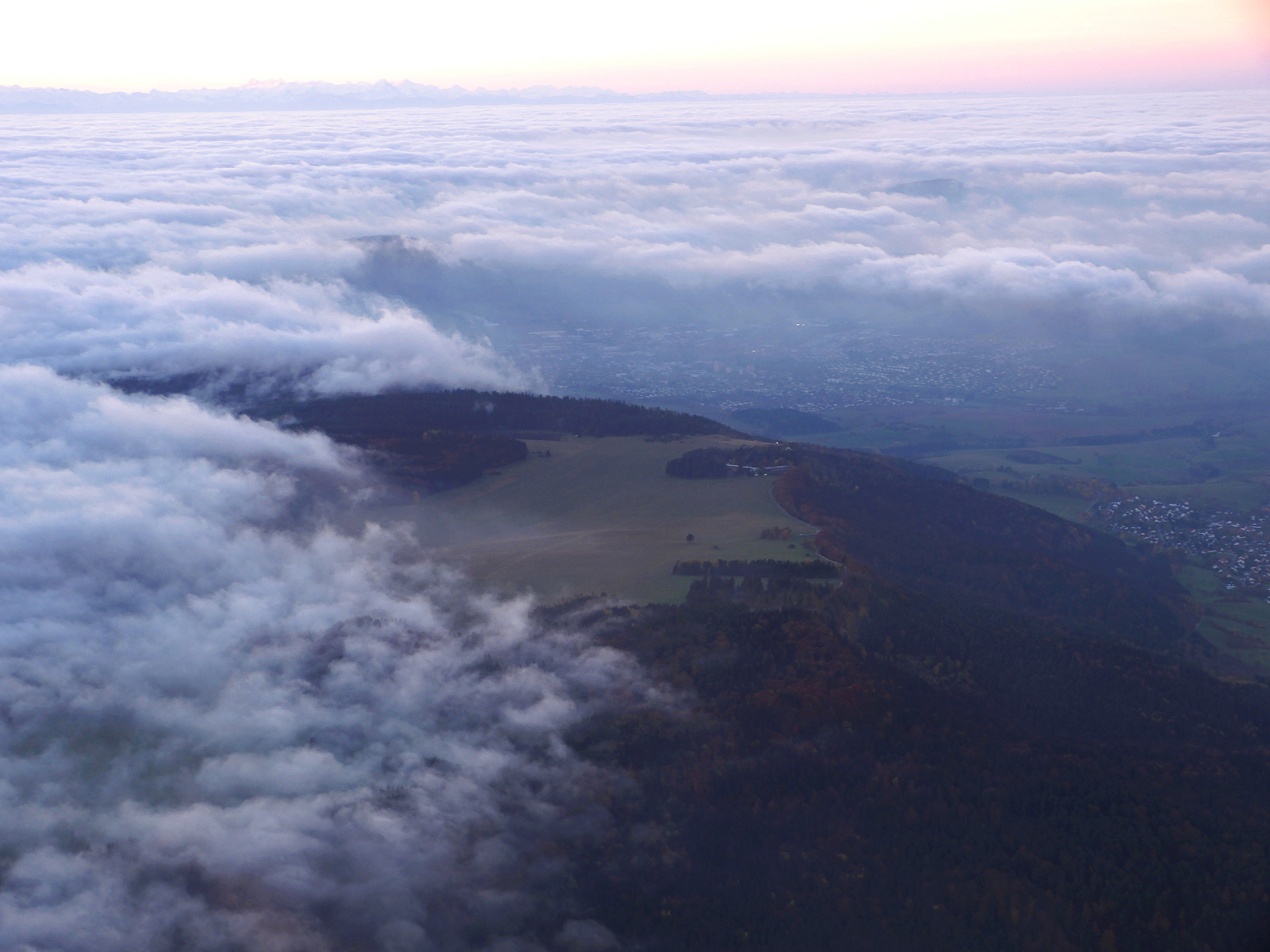
Der Albföhn sorgt dafür, dass die Wolkendecke und der Nebel über dem Klippeneck immer wieder aufgerissen wird

Bis zum Dezember 1999 gab es eine bemannte Wetterwarte des Deutschen Wetterdienstes auf dem Klippeneck, die zum 1. Januar 2000 durch eine automatisierte Wetterstation ersetzt wurde. Im Jahr 1959 wurde hier der deutsche Sonnenstunden-Rekordwert (2329 Stunden im Jahr) gemessen.

## Aufstieg und Wege
Das Klippeneck wird von den beiden qualitätszertifizierten Wanderwegen Schwäbische-Alb-Nordrandweg (HW1) und Donauberglandweg erfasst. Diese Wege bieten bei klarem Wetter Aussichten zum mittleren und südlichen Schwarzwald, über das Neckartal und gelegentlich die Fernsicht zur Alpenkette der Schweiz.
Zwischen Klippeneck und Dreifaltigkeitsberg befindet sich die Schutzhütte Kreuzsteighütte. Unweit davon wurde die Kreuzsteigkapelle Sankt Josef im Jahre 2023 errichtet. In ihr befindet sich unter anderem eine Reliquie, die Niklaus von Flüe zugeschrieben wird.
Der Aufstieg von Denkingen aus erfordert die Bewältigung von etwa 300 Höhenmetern. Der Berg kann ebenfalls mit dem Auto erreicht werden, auf dem Gipfel nahe der Gaststätte stehen Parkplätze zur Verfügung.

## Naturschutzgebiet

### Naturraum
Das Gebiet liegt im Naturraum Hohe Schwabenalb. Per Verordnung des Regierungspräsidiums Freiburg vom 22. April 1996 wurde ein natürlich waldfreier Sonderstandort am westlichen Rand des Albtraufs als Naturschutzgebiet ausgewiesen. Es hat eine Gesamtfläche von 9,2 ha, trägt die Bezeichnung Klippeneck und wird unter der NSG-Nummer 3.220 geführt. Der CDDA-Code lautet 164144 und die IUCN-Kategorie ist IV.

### Flora am Klippeneck
Am Klippeneck vorkommend und mit kräftigen, tiefgehenden Wurzelstöcken ausgestattet ist der Alpenwundklee (Anthyllis vulneraria ssp. alpestris).
Weitere Arten der Krautschicht sind am Klippeneck 
- die Berg-Wucherblume (Chrysanthemum adustum),
- die Blaugrüne-Segge (Carex flacca),
- der Hornklee (Lotus corniculatus),
- das Bunte Reitgras (Calamagrostis varia) und
- das Blaugras (Sesleria varia).

Sodann gehören zum Bestand:
- das Breitblättriges Laserkraut (Laserpitium latifolium),
- der Berg-Heilwurz (Seseli libanotis),
- das Sichelblättriges Hasenohr (Bupleurum falcatum),
- der Blut-Storchschnabel (Geranium sanguineum)
- die Pfirsichblättrige Glockenblume (Campanula persicifolia) und
- die Weiße Schwalbenwurz, auch die Gemeine Schwalbenwurz  (Vincetoxicum hirundinaria Medik., Syn.: Asclepias vincetoxicum L., Cynanchum vincetoxicum (L.) Pers., Vincetoxicum officinale Moench)

Seltene und geschützte Pflanzenarten, vielfach alpiner Herkunft, sind am Klippeneck:
- der Gelbe Enzian (Gentiana lutea),
- der Gefranste Enzian (Gentianella ciliata),
- der Deutsche Enzian (Gentianella germanica),
- die Alpen-Distel (Carduus defloratus),
- das Weidenblättrige Ochsenauge (Buphthalmum salicifolium),
- die Kugel-Rapunzel oder Kugelige Teufelskralle (Phyteuma orbiculare),
- das Bayrische-Leinblatt (Thesium bavarum),
- die Wald-Knautie (Knautia dipsacifolia),
- der Salzburger Augentrost (Euphrasia salisburgensis),
- der Frühblühender Thymian (Thymus praecox),
- der Hochgebirgs-Hahnenfuß (Ranunculus oreophilus),
- die Erd-Segge (Carex humilis),
- die Mücken-Händelwurz (Gymnadenia conopsea) und
- das Alpen-Maßliebchen (Aster bellidiastrum).